# Гаврил Кацаров
Гаврил Ілієв Кацаров (4 жовтня 1874, Копривштиця — 1 червня 1958, Софія) — болгарський вчений, класичний філолог, історик і археолог.  Ректор Софійського університету.  Директор Національного археологічного музею та Болгарського археологічного інституту. 

## Біографія
Гаврил Кацаров народився 4 жовтня 1874 року в місті Копривштица. У 1899 році закінчив Лейпцігський університет як доктор з роботою «Класична філологія і давня історія». Спеціалізується в Берліні та Мюнхені (1901-1902) та Італії (1906). 
Після повернення до Болгарії, він почав працювати вчителем у Першій софійській чоловічій гімназії, але незабаром був відряджений у Софійський університет. Доцент з 1900 року, надзвичайний професор (1904), професор (1910). Начальник кафедри старої історії (1910—1943 рр.). Він займав посаду декана Історико-філологічного факультету (1915-1918) і ректора університету (1927—1928). 
У найступі два роки він стає директором Національного археологічного музею в Софії. Засновник і член правління Болгарського археологічного інституту (1920). Обраний директором після відставки Богдана Филова у березні 1940 року. 
Дійсний член (академік) Болгарської академії наук (1909). Дійсний член Румунської академії наук (1936) та Австрійської академії наук (1939). Член іноземних спілок та інститутів. 
Гаврил Кацаров — брат генерал-майора Димитра Кацарова. 

## Вибрана бібліографія
- Державна система Афін (1904)
- Внесок у давню історію Софії (1910)
- Договір князя Іванко, сина Добротичева, з генуезцями в 1387 році  (співавтор Василя Златарського, 1911).
- Внески в історію античності. Перша серія (1920)
- Пеонія. Внесок до давньої етнографії та історії Македонії (1921)
- Цар Філіпп II Македонський. Історія Македонії до 336 р. до н.е. (1922 р.)
- Болгарія в давнину. Історико-археологічні розповіді (1926)
- Загальна та болгарська історія ІІ прогімназичного курса  (1927)
- Katzarow, Gawril (1930). Chapter XVII: Thrace. У Cook, S.A. (ред.). The Cambridge Ancient History; volume VIII; Rome and the Mediterranean 218-133 B.C. Cambridge At the University Press. с. 534-560.
- Джерела давньої історії та географії Фракії та Македонії, (1949)

## Зовнішні посилання
- Роботи  Гаврила Кацарова [Архівовано 30 березня 2019 у Wayback Machine.] в бібліотеках  WorldCat Catalog [Архівовано 10 квітня 2016 у Wayback Machine.])